# Lijst van burgemeesters van Stavenisse
Dit is een lijst van burgemeesters van de voormalige Nederlandse gemeente Stavenisse tot die gemeente in 1971 opging in Tholen.
| Ambtsperiode | Naam burgemeester                   | Partij of stroming | Bijzonderheden |
| ------------ | ----------------------------------- | ------------------ | --- |
| 1803 - 1828  | Johannis de Clercq                  |                    | schout/maire/burgemeester |
| 1828 - 1832  | Hendrik Okkerse                     |                    | |
| 1832 - 1837  | Jacob van Klinke                    |                    | |
| 1838 - 1849  | Leendert Cornelisse Adriaanse Dorst |                    | |
| 1849 - 1865  | Adriaan van Klinke                  |                    | |
| 1865 - 1895  | Cornelis Dorst Lz.                  |                    | |
| 1896 - 1908  | Leendert Jacobus Dorst              |                    | |
| 1909 - 1915  | Jacob Martinus van Doorninck        |                    | bij benoeming met 25 jaar de jongste burgemeester van Nederland; later burgemeester van Oudewater                                      |
| 1915 - 1940  | Albertus Frederik Hanssens          |                    | |
| 1941 - 1946  | Willem Hanssens                     |                    | vanaf oktober 1944 was F.M. Boogaard waarnemend burgemeester tot deze in december 1945 benoemd werd tot burgemeester van Sint Annaland |
| 1946 - 1956  | Leendert Abraham Verburg            | ARP                | later burgemeester van IJsselmuiden |
| 1956         | Johannes (J.) van den Bos           | ARP                | waarnemend, tevens burgemeester van Sint-Annaland                                                                                      |
| 1956 - 1968  | Abraham Sluijmers                   | ARP                | |
| 1968 - 1971  | Kees (C.J.) Moerland                | PvdA               | waarnemend |